# 크리스티안 메카도

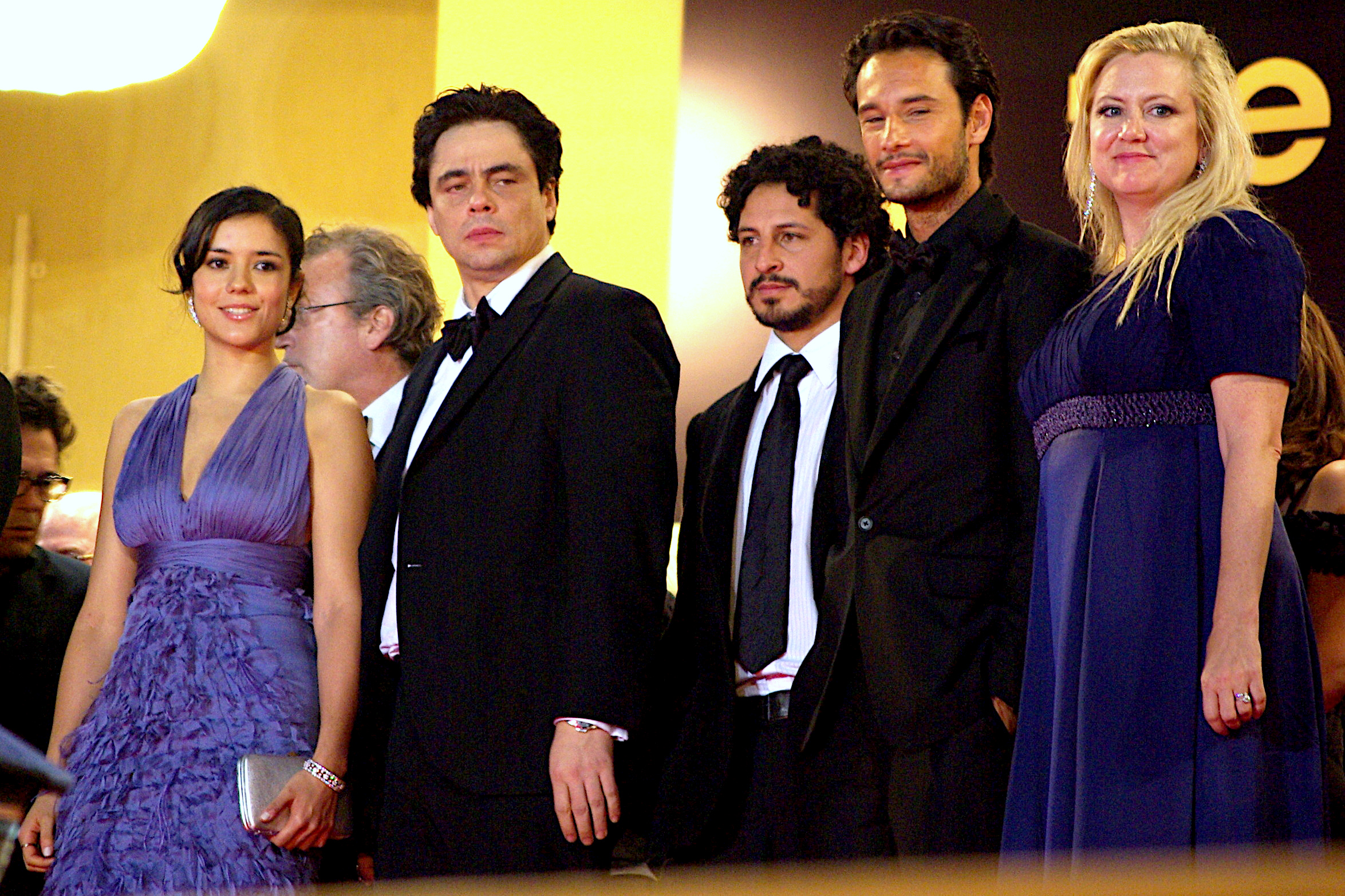

크리스티안 메카도(Cristian Mercado)는 볼리비아의 배우이다.
볼리비아에서 태어났다.

## 영화
- 금지된 욕망 (2019년) - 훌리안 역
- 후아나 아수르두이 (2015년)
- 올비다도스 (2013년)
- 블랙손 (2011년) - 볼리비언 아미 역
- 언더토 (2009년)
- 체 게바라: 2부 게릴라 (2008년) - 인티 역